# Pyrgion menippusalis
Pyrgion menippusalis là một loài bướm đêm trong họ Noctuidae.